# Graham Simpson
Graham Simpson, född 1943 i Manchester, död 16 april 2012, var den ursprunglige basisten i Roxy Music. Han var med från starten 1970 till dess han lämnade gruppen under inspelningen av debut-LP:n i mars 1972. Mycket tyder på att han sparkades av Bryan Ferry p.g.a. bristande entusiasm. Han fick aldrig någon permanent ersättare i gruppen och försvann ur musikvärlden. Han vistades efter tiden med Roxy Music bland annat i Indien.